# Albreht II. Nemški
Albert oz. Albreht, avstrijski vojvoda (kot V.), rimsko-nemški kralj (kot II.), ogrski in hrvaški kralj, češki kralj, * 10. avgust 1397, Dunaj, † 27. oktober 1439, Neszmély blizu Esztergoma.
Albert izhaja iz albertinske veje Habsburžanov, ki so vladali v obdonavskih deželah Vojvodine Avstrije (Spodnja in Zgornja Avstrija). Politično je bil na strani kralja Sigismunda, kar ga je zapletlo v dolgotrajne husitske vojne. Kralj Sigismund mu je dal za ženo svojo hčer Elizabeto ter mu kot češki fevd podelil mejno grofijo Moravsko in ga s tem še bolj zavezal k bojevanju proti husitom. Pred smrtjo ga je določil za svojega naslednika. Toda že po dveh letih je Albert umrl, še preden je lahko posegel v politiko cesarstva, ki je z njegovo smrtjo verjetno izgubilo odločnega in samostojnega vladarja.

## Avstrijski vojvoda
Rodil se je avstrijskemu vojvodi Albertu IV. in Ivani Zofiji Bavarski. Oče je leta 1404 nenadoma umrl, ko je bil Albert star šele 7 let. Regentstvo so prevzeli strici iz leopoldinske veje (vojvode v Notranji in Prednji Avstriji), najprej Viljem in po njegovi smrti (1406) Leopold IV. in Ernest Železni. Ker pa so se med seboj neprestano prepirali in tudi bojevali, so posredovali deželni stanovi in Albertu omogočili, da je štirinajstleten (24. septembra 1411) sam prevzel vladanje ob pomoči svetovalcev pod vodstvom Reinprechta von Walse-a. Kmalu jim je uspelo deželo spet spraviti v red, zagotoviti deželni mir in preurediti sodstvo. Sposobni in nesebični Berthold von Mangen je uredil finance.
Albert je nadaljeval prijateljstvo z ogrskim in rimsko-nemškim kraljem Sigismundom, ki ga je vzpostavil že njegov oče. Sigismund je že leta 1411 obljubil Albertu svojo tedaj dveletno hčer za ženo. 19. aprila 1422 sta se Albert in Elizabeta, hčerka Barbare Celjske, slavnostno poročila na Dunaju. Sodelovanje s Sigismundom, od leta 1419 tudi češkim kraljem, ki pa ga husiti niso priznavali in so se proti njemu bojevali, je potegnilo avstrijske obdonavske dežele v husitske vojne.
S splošnim verskim vznemirjenjem je bil prav gotovo povezano tudi hudo preganjanje Judov leta 1420, češ da sodelujejo s husiti. Pogrome so spodbujali plemiči, svoje pa so verjetno dodale tudi socialno-revolucionarne ideje radikalnih husitov, ki so našle odziv v revnih krogih prebivalcev. Tedaj je na Dunaju izgubilo življenje nekaj sto bogatih judov. Albert je dogajanja izkoristil za izdatno konfiskacijo judovskega premoženja.
Leta 1420 se je Albert s 4.000 jezdeci pridružil prvemu križarskemu pohodu proti Husitom. Pohod je neslavno končal in boji so se nadaljevali še več kot deset let. Sigismund je Albertu oktobra 1423 podelil v češki fevd mejno grofijo Moravsko. Odtlej se je Albert na Moravskem bojeval s spremenljivimi uspehi tudi za svojo posest. Da bi ga odvrnili od Moravske, so husiti vdrli v Spodnjo Avstrijo in jo pustošili. Avstrijsko prebivalstvo je zlasti trpelo po zavzetju obmejnega mesta Retz (november 1425) in dve leti kasneje ob obleganju mesta Zwettel.
Tudi v naslednjih letih je bilo območje severno od Donave močno prizadeto. Leta 1429 je moralo prestati dolgo obleganje mesto Eggenburg. Šele leta 1431 se je Avstrijcem posrečil pomemben obrambni uspeh pri mestu Kirchberg an der Wild. Tedaj so se začela tudi pogajanja med husiti in baselskim koncilom o končanju vojne. Albert je bil prisoten julija 1436 v Jihlavi, ko je češki deželni zbor potrdil Praške kompakte. Sigismund  je pred na gradu Znojmo predal vladanje svojemu zetu Albertu in hčerki Elizabeti.

## Ogrski, rimsko-nemški in češki kralj
Ogrski plemiči so Alberta sprejeli za svojega kralja, potem ko je pristal na njihove številne zahteve; v prid mu je bilo, da so njegovo soprogo Elizabeto imeli za deželno gospodarico. Albert in Elizabeta sta bila kronana 1. januarja 1438 v Székesfehérváru. 18. marca 1438 so volilni knezi Alberta v Frankfurtu izvolili za rimsko-nemškega kralja.
Iz verskih in narodnostnih razlogov je bilo glede njegove izvolitve več pomislekov na Češkem. Ko je 26. decembra 1437 večina v češkem deželnem zboru (sestoječa iz katoličanov in velikega dela utrakvistov - zmernih husitov) izvolila Alberta za kralja, je opozicija (radikalni husiti, pretežno mali plemiči in vitezi) demonstrativno zapustila sejno dvorano in navezala stike s Poljaki. Brat poljskega kralja Kazimir IV. je sprejel ponudbo, da postane češki kralj. Kljub nasprotovanju opozicije se je Albert pustil (ob vojaškem spremstvu) 29. junija 1438 v cerkvi sv. Vida v Pragi kronati za češkega kralja. Med tem je poljska vojska vdrla na Moravsko. Albert je ob pomoči Meißna in Bavarske zbral 30.000 vojakov. Pri mestu Tábor sta si stali vojski 5 tednov nasproti, brez spopada. Ko so Poljaki vdrli tudi v Šlezijo, so se po posredovanju papeža Evgena IV. in  baselskega koncila začela mirovna pogajanja, ki so pripeljala do krhkega premirja, ki je tajalo do Albertove smrti.
Že leta 1438 je turški sultan Murat II. vdrl v Sedmograško, jo barbarsko opustošil in odpeljal v suženjstvo množico ujetnikov. Albert se je odzval na zahteve ogrskih magnatov (ki se za obrambo dežele niso kaj dosti potrudili) po pomoči. Aprila 1439 ga najdemo v Bratislavi in maja na državnem zboru v Budimu. Vendar je ogrsko plemstvo gledalo na Nemce sumničavo in z Albertom ni hotelo sodelovati na ozemlju zunaj Ogrske. Ko so Turki že zavzeli Smederevo, je imel Albert za obrambo na razpolago le vojsko 24.000 mož, ki pa je zaradi slabe oskrbe, griže in dezerterstva vse bolj kopnela. Zbolel je tudi Albert in na poti domov dvainštiridesetleten umrl blizu Esztergoma.
Zapustil je dve hčeri, Ano in Elizabeto, ter sina Ladislava, ki se je rodil po njegovi smrti (22. februarja 1440) in je dobil vzdevek Posthumni.

## Albertova osebnost
Albert ni bil kaj dosti izobražen, saj je rasel v družbi vojakov in lovcev. Telesno je bil močan, vendar ni bil privlačnega videza, prej resen in neprijazen. V nemškem okolju so cenili njegovo varčnost, premočrtnost mišljenja, pošteno pravičnost in dobroto, katere pa od njega niso bili deležni Judje in "krivoverci". Ob stiskah na Češkem in Ogrskem v kratkem času vladanja ni imel veliko priložnosti, da bi posegel v dogajanja v cesarstvu, a prvi vtisi so obetali močno osebnost, ki bi lahko vodila samostojno politiko.
Albert je bil prvi avstrijski knez, ki je bil obenem rimsko-nemški, ogrski in češki kralj. Njegova nenadna smrt je v vseh njegovih deželah sprožila boj za oblast.

## Albertova družina
Albert je bil poročen z Elizabeto (1409–1442), hčerko kralja Sigismunda Luksemburškega in Barbare Celjske. Imela sta naslednje otroke:
- Ana (1432–1462) ∞ Viljem III, mejni grof Turingije, ki je 1457 po zaslugi Anine dedne pravice postal vojvoda Luksemburga
- Jurij ( * † 1435)
- Elizabeta (1438–1505) ∞ Kazimir IV., poljski kralj; rodila mu je 13 otrok, štirje sinovi so postali kralji in dva kardinala
- Ladislav Posmrtni (1440–1457), ogrski in češki kralj.